# Gotthilf Theodor von Faber
Theodor von Faber (* 4. Februarjul. / 15. Februar 1766greg. in Riga; † 28. November 1847 in Paris) war ein deutsch-baltischer Jurist und Schriftsteller.

## Leben
Als Sohn des Hofgerichtsadvokaten Johann Andreas Faber und der Catharina, geb. Schwar(t)z kam Theodor von Faber in Riga zur Welt. Schon 1770 verlor er beide Eltern, weshalb er von seinem Vormund zur Ausbildung nach Deutschland geschickt wurde.
Theodor von Faber besuchte Schulen in Magdeburg, dem Geburtsort seines Vaters, und studierte an den Universitäten in Halle (Saale), Jena und Straßburg Jura. 1789 begab er sich nach Paris, wo er der Erstürmung der Bastille beiwohnte, und trat 1792 in das französische Revolutionsheer ein. Er kämpfte in der Champagne und in Belgien und geriet 1793 in österreichische Gefangenschaft, aus der er 1795 floh.
In der Zeit des Direktoriums kehrte er nach Paris zurück und wurde in der französischen Zivilverwaltung eingesetzt, anfangs im Rur-Département in Aachen, später als Exekutivkommissar in Kleve. Zuletzt war er Professor der Französischen Sprache an der Zentralschule des Rur-Départements in Köln. 1805 folgte von Faber einem Ruf an die Universität Wilna durch deren Kurator Adam Jerzy Czartoryski, ging aber dann nach Sankt Petersburg, wo er unter Czartoryski, der 1804 Außenminister des Kaisers Alexander I. geworden war, im Auswärtigen Dienst tätig war.
Zwischen 1807 und 1812 lebte er in Livland (in Carlsberg bei Wenden) in ländlicher Zurückgezogenheit. Ende September 1812 hielt er sich in Sankt Petersburg auf, wo ihn im Kreis des Freiherrn vom Stein die Nachricht von der Schlacht bei Borodino und vom Brand von Moskau erreichte.
1813 wurde er als Beamter im Polizeiministerium reaktiviert. 1816 wurde er Mitglied der russischen Gesandtschaft am Deutschen Bundestag in Frankfurt am Main und nahm 1818 am Aachener Kongress teil, wo er die Ernennung zum Wirklichen Staatsrat erhielt. Bis 1840 wohnte Theodor von Faber an verschiedenen Orten Deutschlands (1822 in Mainz, 1834 in Koblenz). Nach seiner Pensionierung 1840 lebte er in der Schweiz und seit 1843 in Paris.

## Werke
Von seinen politisch-historischen Schriften sind zu erwähnen:
- Notices sur l’intérieur de la France, Petersburg 1807.
- Observations sur l’armée francaise 1792–1807, das. 1808; deutsch, Königsberg 1808.
- Bagatelles. Promenades d’un désoeuvré dans la ville de St-Pétersbourg, Petersburg 1811. 2 Bände; deutsch, Leipzig 1814; urn:nbn:de:bvb:355-ubr07380-7
- Beiträge zur Charakteristik der französischen Staatsverfassung und Staatsverwaltung während der Epoche Bonapartes, Königsberg 1815.
- Le comte J. Capodistrias. Zur Vorbereitung für die künftige Geschichte der politischen Wiederherstellung Griechenlands, Paris 1842.